# 池仲祐
池仲祐（1861年—20世纪？），一作仲佑，字滋鏗，福建福州閩侯人，清末至中华民国官员、学者。

## 生平
池仲祐是光緒甲午（1894年）舉人，北海海軍文官。
中华民国成立以後，池仲祐任北洋政府海軍部秘書。民國二年（1913年）8月22日，海軍部委任為總務處副官，後升任上校文官。民國十六年（1927年）國民政府定都南京以後，因年事已高而去職，攜眷返回故鄉。

## 著作
池仲祐是中國近代海軍發展史的記錄者， 著作包括：
- 《西行日記》，1908年商務印書館刊行 OCLC 34568558
- 《甲午戰事記》，1926年刊行
- 《海軍實紀——述戰上下篇》，1926年海軍部刊行 OCLC 32114523
- 《海軍大事記》 OCLC 640028422
- 《甲申、甲午海戰海軍陣亡死難群公事略》 OCLC 122874327
- 《清末海軍史料》
- 《北洋艦志》等